# Christoph Eisenlohr
Christoph Jakob Friedrich Eisenlohr (* 15. Dezember 1775 in Karlsruhe; † 21. Juli 1852 ebenda) war ein seit 1800 im badischen Staatsdienst stehender Jurist und Richter. Er war auch Abgeordneter des Badischen Landtags.

## Familie
Christoph Eisenlohr war der Sohn von Sigmund Eisenlohr, Rechnungsrat und Waisenhausverwalter in Pforzheim, und der Katharina Christine geborene Eisenlohr. Er heiratete am 18. Juni 1804 in Karlsruhe Caroline geborene Reinhard. Aus dieser Ehe entstammen die Kinder Otto und Max.

## Leben
Eisenlohr trat am 17. Oktober 1788 in die Hohe Karlsschule in Stuttgart ein. 1790 verließ er die Schule und begann 1791 eine Lehre als Schreiber bei seinem Vater im Waisenhaus in Pforzheim. 1793 legte er die Prüfung zum Skribenten ab und studierte anschließend Rechtswissenschaften an der Universität Göttingen, wo er 1799 die Prüfung ablegte. 1800 wurde er Rechtspraktikant und am 16. August 1803 wurde er zum Oberamtsassessor beim Landamt Karlsruhe ernannt. Am 23. Oktober 1807 wurde er dort zum Amtmann und am 20. Januar 1810 zum Oberamtmann befördert. Am 25. August 1815 wurde er Regierungsrat und am 6. März 1819 Obervogt. Zum Geheimen Rat 3. Klasse am 23. Februar 1822 ernannt, wurde er zum 3. November 1822 als Ministerialrat zum Obersten Justizdepartement versetzt. Am 18. Dezember 1830 wurde er Geheimer Rat 2. Klasse und am 7. Dezember 1834 Hofrichter am Hofgericht des Mittelrheinkreises in Rastatt. Am 22. Oktober 1840 wurde er in den Ruhestand versetzt, aber am 28. September 1842 für die Geschäfte der Aufhebung alter Abgaben, d. h. die Zehntablösung, reaktiviert.

## Politische Betätigung
In den Jahren 1819/20 und 1822/23 war er Abgeordneter der badischen Landtags während der 1. und 2. Wahlperiode für den Stadtwahlbezirk 8 (Stadt Karlsruhe).

## Auszeichnungen
- 1820 Ritterkreuz des Zähringer Löwen-Ordens
- 1836 Kommandeurkreuz des Zähringer Löwen-Ordens

## Werke
- Über Errichtung allgemeiner Communal-Schulden-Tilgungs-Kassen, Karlsruhe o. J.